# Воєцське
Воє́цське (рос. Воецское, башк. Воецский) — село у складі Кушнаренковського району Башкортостану, Росія.
Населення — 74 особи (2010; 74 у 2002).
Національний склад:
- росіяни — 65 %